# Корнер, Гарри
Гарри Ричард Корнер (англ. Harry Richard Corner; 9 июля 1874, Тонтон — 7 июня 1938, Кардифф) — британский крикетист, чемпион летних Олимпийских игр 1900.
На Играх участвовал в единственном крикетном матче Великобритании против Франции, выиграв который, он получил золотую медаль. Всего он набрал 9 очков.